# Reducción de ruidos Dolby
El sistema de reducción de ruido Dolby (Dolbys noise-reduction system o Dolby NR) fue el nombre dado a una serie de sistemas de reducción de ruido desarrollados por los laboratorios Dolby para su uso en grabaciones analógicas de audio. Es una forma de preénfasis dinámico diseñado para mejorar el rango dinámico del sonido. Se utiliza una técnica llamada companding, que comprime el rango dinámico del sonido en la grabación (mediante el énfasis) y lo expande en la reproducción. El sistema Dolby tipo A funciona a través de todo el espectro de frecuencias, mientras que los otros sistemas enfatizan específicamente el rango de la audición en el cual el silbido de fondo de la cinta (ruido blanco) es más notable (altas frecuencias por encima de 1 kHz).

## Dolby tipo A
Dolby tipo A fue el primer sistema de reducción de ruido de la compañía, diseñado para su uso en estudios de grabación profesionales donde de hecho se convirtió en algo común con aceptación extensa. Opera en cuatro bandas y provee de una reducción de ruido de 10 dB, excepto sobre los 9KHz, donde se consigue una reducción de hasta 15 dB, ya que sobre esta frecuencia actúan las bandas 3 y 4 simultáneamente.

## Dolby tipo B
Dolby tipo B fue desarrollado como una simplificación del tipo A utilizando una sola banda. Proporciona una reducción de ruido de 10 dB en frecuencias superiores a 1 kHz.
Se utilizó principalmente en los casetes, donde desde mediados de los años 70 se convirtió en un estándar para las grabaciones comerciales en este formato. Al ser más simple que el tipo A, también es más sencillo de implementar en productos para el consumidor final. Las grabaciones Dolby tipo B suenan aceptables cuando se reproducen en equipos que no poseen un descodificador adecuado (como por ejemplo los reproductores más baratos). La reducción de ruidos tipo B es menos efectiva que la tipo A.

### Funcionamiento
La señal de audio debe ser regulada en su nivel para que el proceso sea efectivo. Se descompone en dos bandas, la baja —hasta los 2 kHz— y la alta. La parte baja se emplea como referencia de nivel, y la alta se comprime en un margen de 10 dB alrededor del nivel de referencia de unos +3 dB, con lo que la señal se hace artificialmente más fuerte pero dentro un nivel limitado. En el proceso de descodificación se restaura la gama dinámica de la alta frecuencia, en especial entre los 3,5 kHz y los 13 kHz, logrando mejorar la relación señal-ruido en unos 8 dB. Se hace así debido a que la mayor parte del ruido se produce justo en esta banda y, sobre todo, en los casetes de audio compactos y en las transmisiones de frecuencia modulada.

## Dolby tipo C

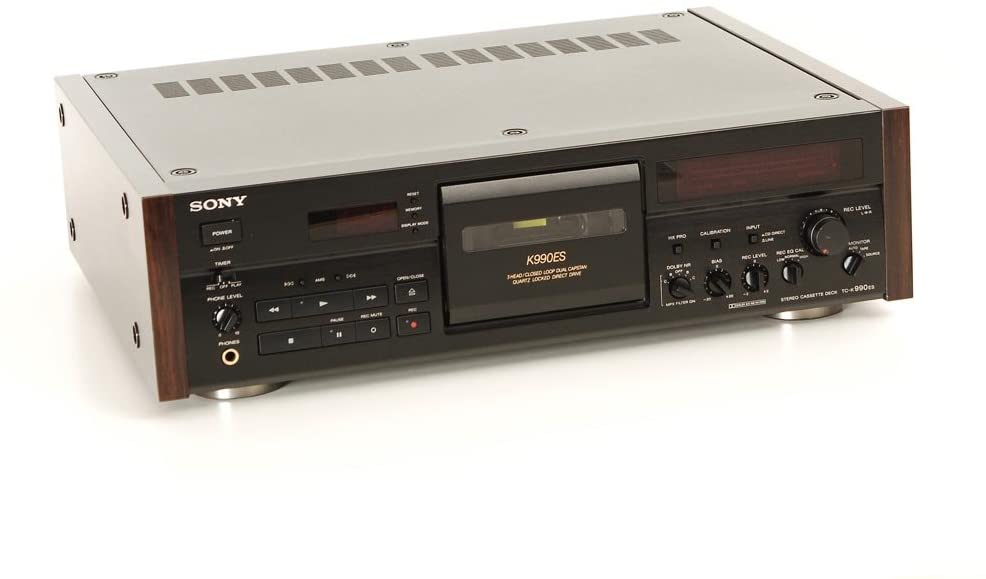
Sony TC K990ES con Dolby B y C

Dolby tipo C provee una reducción de ruido de 20 dB en el rango de frecuencias altas, pero las grabaciones resultantes suenan mucho peor cuando se reproducen en equipos sin descodificador adecuado que, por ejemplo, el tipo B. Algunas de esta distorsiones puede ser paliada si el reproductor posee un descodificador tipo B. Es el resultado de aplicar el proceso Dolby tipo B dos veces en cascada, tanto en la codificación como en la descodificación.

## Dolby tipo SR
Dolby tipo SR fue el segundo sistema profesional de reducción de ruido de Dolby. Es mucho más agresivo en su aproximación que el tipo A. Intenta maximizar la señal grabada en todo momento utilizando una serie de complejos filtros que cambian de acuerdo con la señal de entrada. Es mucho más caro de implementar, pero provee una reducción de ruidos de 25 dB en el rango de frecuencias altas. Sólo se encuentra en equipos profesionales de grabación.

## Dolby tipo S

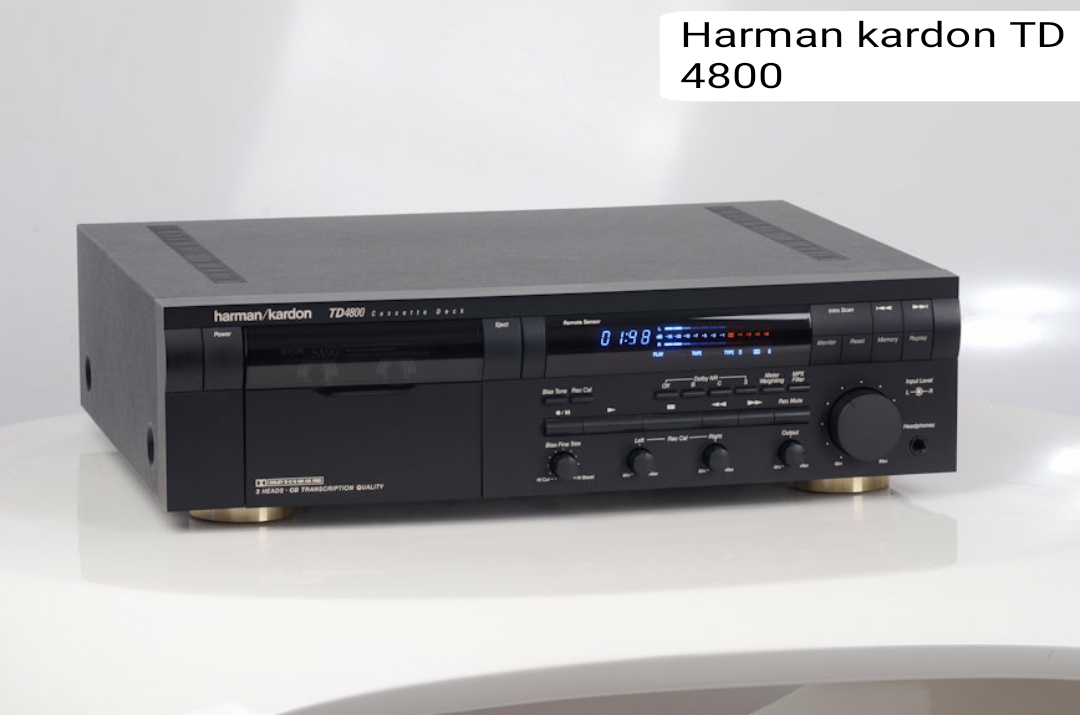
Harman kardon TD 4800 con Dolby B. C. S

Dolby tipo S se encuentra en equipos de alta fidelidad y equipos de grabación semiprofesionales. Se pretendía que Dolby tipo S se convirtiera en el estándar en casetes comerciales pregrabados como había pasado con el tipo B en los 70, pero esto nunca llegó a suceder, ya que cuando Dolby tipo S llegó al mercado, los CD de audio ya estaban empezando a reemplazar a los casetes como el formato dominante del mercado principal de música. Los laboratorios Dolby afirmaban que la mayoría de miembros del público general no son capaces de diferenciar entre el sonido de un CD y el de un casete con Dolby tipo S.
Dolby tipo S es mucho más resistente a problemas de reproducción causados por ruido del mecanismo de transporte de cinta que el tipo C. Además, se afirmaba que Dolby tipo S es compatible con el tipo B en el sentido que una grabación tipo S podría ser reproducida en un equipo tipo B más antiguo con algún beneficio. Básicamente es una versión simplificada del tipo SR y usa muchas de las mismas técnicas. Es capaz de una reducción de 10 dB en bajas frecuencias y de hasta 24 dB en altas frecuencias.